# Миколайки (гмина)
Миколайки (пол. Mikołajki) — городско-сельская гмина (волость) в Польше, входит как административная единица в Мронговский повет, Варминьско-Мазурское воеводство. Население — 8469 человек (на 2004 год).

## Демография
| Перепись                       | Всего   | Всего | Женщины | Женщины | Мужчины | Мужчины |
| ------------------------------ | ------- | ----- | ------- | ------- | ------- | ------- |
| Единицы                        | человек | %     | человек | %       | человек | %       |
| Население                      | 8469    | 100   | 4357    | 51,4    | 4112    | 48,6    |
| Плотность населения (чел./км²) | 33      | 33    | 17      | 17      | 16      | 16      |

## Сельские округа
1. Бараново
2. Цуднохы
3. Фаще
4. Гуркло
5. Грабувка
6. Инулец
7. Йора-Велька
8. Колёня-Миколайки
9. Любево
10. Нове-Сады
11. Ольшево
12. Правдово
13. Сады
14. Ставек
15. Талты
16. Вознице
17. Зелвонги

## Соседние гмины

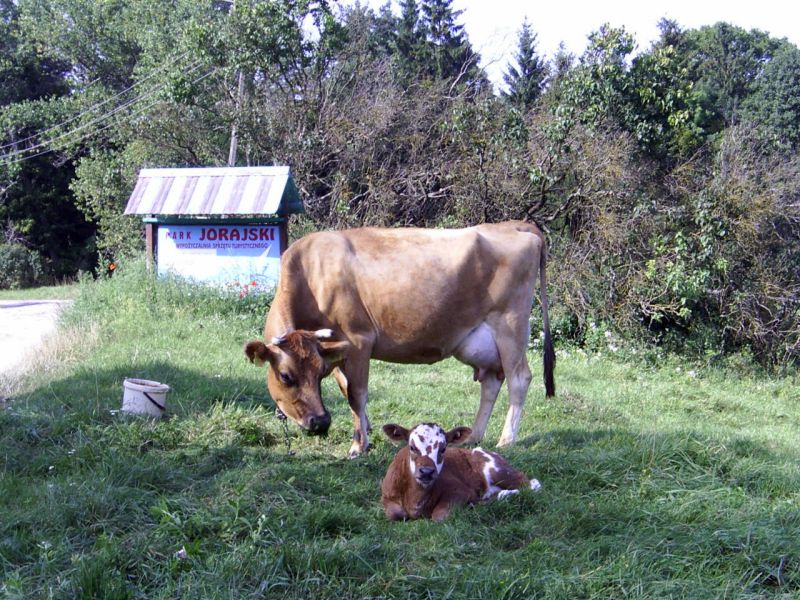
Парк

1. Гмина Милки
2. Гмина Мронгово
3. Гмина Ожиш
4. Гмина Пецки
5. Гмина Пиш
6. Гмина Ручане-Нида
7. Гмина Рын